# Jabber (Ethernet)
Als Jabber (von Englisch: „Geplapper“) werden Teilnehmer an einem Netzwerk wie Ethernet bezeichnet, welche Datenpakete länger als die zulässige Maximum Transmission Unit (MTU) versenden. Dies entspricht einem fehlerhaften Zustand und kann zu Netzstörungen führen. 
Die Ursache kann in einer defekten oder falsch konfigurierten Netzwerkkarte liegen, beispielsweise der Aktivierung von Jumbo Frames an einem der im Netzwerk beteiligten Geräte. Ein Jabber kann Teile eines Netzwerkes, zumindest die Kollisionsdomäne, völlig lahmlegen, weshalb manche Netzwerkswitches eine Jabber-Erkennung besitzen und jene Teilnehmer mit Jabber auf eine bestimmte Zeit oder auch dauerhaft aus dem Netzwerksegment nehmen können.